# Форново-ди-Таро
Форново-ди-Таро (итал. Fornovo di Taro) —  коммуна в Италии, располагается в регионе Эмилия-Романья, подчиняется административному центру Парма.
Население составляет 5973 человека, плотность населения составляет 105 чел./км². Занимает площадь 57 км². Почтовый индекс — 43045. Телефонный код — 0525.